# بروتينات مضطربة ذاتيا

مرونة هيئوية (بنيوية) في بروتين سومو-1 (ببب:1a5r) يُظهر الجزء المركزي بنية منتظمة نسبيا. وبالعكس تُظهر النهايتان الأمينية والكربوكسيلية (يسار ويمين على التوالي) اضطرابا ذاتيا (داخلي المنشأ) رغم استمرارا تواجد منطقة لولبية في ذيل النهاية الأمينية.تم تغيير شكل 10 نماذج NMR. العناصر ثانوية البنية: لولب ألفا (أحمر)، صفائح بيتا (أسهم زرقاء).

البروتين المضطرب ذاتيا واختصارا (IDP) هو بروتين يعوز بنية ثلاثية الأبعاد ثابتة أو منتظمة. البروتينات المضطربة ذاتيا تغطي طيفا من الحالات: من البروتينات عديمة البنية تماما إلى بروتينات ذات بنية جزئية تحتوي على لفات عشوائية، (قبل-) الكريات المنصهرة [الإنجليزية]، وبروتينات كبيرة متعددة النطاقات مرتبطة عبر روابط مرنة. تشكل البروتينات المضطربة ذاتيا أحد الأنواع الرئيسية من البروتين (إلى جانب البروتينات الكروية، الليفية والغشائية).
مثَّل اكتشاف البروتينات المضطربة تحديا للنموذج الفكري التقليدي الخاص بالبروتينات الذي يقول أن وظيفة البروتينات تعتمد على بنية ثابتة ثلاثية الأبعاد. تم تحدي هذا المبدأ خلال العقدين 2000 و2010 عبر دلائل متزايدة من مختلف فروع علم الأحياء البنيوي، والتي تقترح أن ديناميكا البروتين ربما تكون ذات علاقة أكبر في مثل هذه الأنظمة (البروتينات). رغم انعدام بنية مستقرة لها، البروتينات المضطربة كبيرة جدا وقسم مهم وظيفيا من البروتينات. في بعض الحالات يمكن للبروتينات المضطربة اتخاذ بنية ثابتة ثلاثية الأبعاد بعد الارتباط بجزيئات ضخمة أخرى. بشكل عام تختلف البروتينات المضطربة عن البروتينات ذات البنية المنتظمة في العديد من الأوجه وتميل إلى أن يكون لها خصاص مميزة من حيث الوظيفة، البنية، التسلسل، التآثرات، التطور والتنظيم.

## تاريخيًا
في ثلاثينيات وخمسينيات القرن الماضي، توصل علم البلورات البروتيني إلى حل المشاكل في فهم الهياكل البروتينية الأولى. اقتُرح في البداية وجود حاجة إلى بنية ثابتة ثلاثية الأبعاد للبروتينات من أجل التواسط في الوظائف البيولوجية التي تؤديها. عززت هذه الدراسات هدف علم الأحياء الجزيئي الرئيسي في أن تسلسل الأحماض الأمينية للبروتين محدد عن طريق هيكله الذي بدوره يحدد وظيفته. في عام 1950، كتب كاروش عن تناقض «التكيف التكويني» مع هذا الافتراض. كان مقتنعًا بأن البروتينات تمتلك أكثر من تكوين واحد على نفس مستوى الطاقة ويمكنها اختيار أحد التكوينات عند الارتباط بركائز أخرى. في ستينيات القرن الماضي، اقترحت مفارقة ليفينثال بحسب البحث المطابق المنهجي لعديد ببتيد طويل أنه من غير المرجح أن ينتج عن عديد الببتيد الطويل بنية بروتين مطوية واحدة على مقاييس زمنية ذات صلة بيولوجيًا (أي ميكروثانية إلى دقائق). من الغريب أنه بالنسبة للعديد من البروتينات (الصغيرة) أو مجالات البروتين، يمكن ملاحظة إعادة التشكيل السريع والفعال نسبيًا في المختبر. بحسب مبدأ أنفينسين أو (ما يُعرف بالفرضية الديناميكية الحرارية) لعام 1973، فإن البنية ثلاثية الأبعاد الثابتة لهذه البروتينات مشفرة بشكل فريد في هيكلها الأساسي (تسلسل الأحماض الأمينية)، ويمكن الوصول إليها حركيًا بشكل مستقر في ظل مجموعة من الظروف الفسيولوجية (أو القريبة من الفسيولوجية)، وبالتالي يمكن اعتبارها الحالة الأصلية لمثل هذه البروتينات «المرتبة».
ومع ذلك، خلال العقود اللاحقة، لم يستطع العلماء تعيين العديد من مناطق البروتين الكبيرة في مجموعات بيانات الأشعة السينية، ويشير ذلك إلى أنها تشغل مواقع متعددة، والتي تكون في متوسط خرائط كثافة الإلكترون. يشير عدم وجود مواضع ثابتة وفريدة في الشبكة البلورية إلى أن هذه المناطق كانت «مضطربة». أظهر التحليل الطيفي بالرنين المغناطيسي النووي للبروتينات أيضًا وجود روابط وأطراف مرنة كبيرة في العديد من المجموعات الهيكلية المدروسة.
في عام 2001، تساءل دنكر عما إذا كانت المعلومات المكتشفة حديثًا مُتجاهَلة لمدة 50 عامًا مع توفر المزيد من التحليلات الكمية في العقد الأول من القرن الحادي والعشرين. في عام 2010، أصبح من الواضح أن البروتينات المضطربة ذاتيًا شائعة بين البروتينات المرتبطة بالأمراض، مثل ألفا ساينوكلين وبروتين تاو.

## وفرة البروتينات المضطربة ذاتيًا
من المقبول الآن بشكل عام أن البروتينات موجودة على شكل مجموعة من الهياكل المتشابهة مع بعض المناطق المقيدة أكثر من غيرها. تشكل البروتينات المضطربة ذاتيًا الحد الأقصى من هذا الطيف من المرونة وتتضمن بروتينات ذات اتجاه هيكلي محلي كبير أو تجميعات مرنة متعددة المجالات.
بحسب تنبؤات المعلوماتيين الحيويين يشيع الاضطراب الذاتي في الجينومات والبروتينات أكثر من الهياكل المعروفة في قاعدة بيانات البروتين. بحسب تنبؤات DISOPRED2، تتشكل شرائح بروتينية مضطربة طويلة (> 30 بقايا) في 2.0% من العتائق، و4.2% من الجراثيم الحقيقية و33.0% من بروتينات حقيقيات النوى، بما في ذلك بعض البروتينات المرتبطة بالأمراض.

## الأدوار البيولوجية
ارتبطت المناطق شديدة الاضطراب الديناميكية من البروتينات بظواهر مهمة وظيفيًا مثل التفارغية وتحفيز الإنزيم. تمتلك العديد من البروتينات المضطربة ألفة تربطها مع مستقبلاتها التي ينظمها التعديل ما بعد الترجمة، ولذلك يُعتقد أن مرونة البروتينات المضطربة تسهل المتطلبات التوافقية المختلفة لربط الإنزيمات المعدلة ومستقبلاتها أيضًا. تكثر ظاهرة الاضطراب الذاتي بشكل خاص في البروتينات المسؤولة عن وظائف إشارات الخلايا والنسخ وإعادة تشكيل الكروماتين. تميل الجينات التي ولدت حديثًا إلى امتلاك اضطراب ذاتي أعلى.

### روابط مرنة
غالبًا ما توجد المناطق المضطربة على شكل روابط مرنة أو حلقات متصلة بالمجالات. تختلف تسلسلات الوصل اختلافًا كبيرًا في الطول ولكنها عادةً ما تكون غنية بالأحماض الأمينية القطبية غير المشحونة. تسمح الروابط المرنة لمجالات الاتصال بالالتفاف والدوران بحرية من أجل الارتباط بالجزيئات الرابطة عبر ديناميكيات مجال البروتين. وتسمح للجزيئات الرابطة بإحداث تغييرات توافقية واسعة النطاق عن طريق التماثل بعيد المدى.

### المحفزات الخطية
المحفزات الخطية هي أجزاء قصيرة مضطربة من البروتينات التي تتوسط التفاعلات الوظيفية مع البروتينات الأخرى أو الجزيئات الحيوية الأخرى (حمض نووي ريبوزي، أو حمض نووي ريبوزي منقوص الأكسجين، أو سكريات، إلخ). ترتبط العديد من أدوار المحفزات الخطية بتنظيم الخلية، مثل التحكم بشكل الخلية، والتوطين دون الخلوي للبروتينات الفردية وتنظيم دوران البروتينات. تعمل التعديلات اللاحقة للترجمة مثل الفسفرة غالبًا على تنظيم المحفزات الخطية الفردية في تفاعلات محددة. يوجد حاجة ملحة إلى دراسة المحفزات الخطية بسبب أدوارها البيولوجية واسعة الانتشار وحقيقة أن العديد من الفيروسات تحاكي المحفزات الخطية وتستخدمها في إعادة التشفير في الخلايا المصابة بكفاءة. على عكس البروتينات الكروية، لا تمتلك المحفزات الخطية جيوبًا نشطة مكانية. ومع ذلك، وُجد في 80% من البروتينات المضطربة ذاتيًا التي تعرضت لتوصيف هيكلي مفصل بواسطة الرنين المغناطيسي النووي أشكال خطية تسمى PreSMos (محفزات منظمة مسبقًا). وهي عناصر هيكلية ثانوية عابرة معدة للتعرف على الهدف. في العديد من الحالات، ثبت أن هذه الهياكل العابرة تصبح هياكل ثانوية كاملة ومستقرة، مثل الحلزونات، عند ربط الهدف. وبذلك المحفزات المنظمة مسبقًا هي المواقع النشطة المفترضة للبروتينات المضطربة ذاتيًا.